# Greg Nwokolo
Gregory Junior Nwokolo (Onitsha, 3 gennaio 1986) è un calciatore nigeriano naturalizzato indonesiano, attaccante svincolato.